# ایالت چی‌واوا
ایالت چی‌واوا (به اسپانیایی: Chihuahua) یکی از سی و یک ایالت مکزیک است که مرکز آن نیز چی‌واوا نام دارد.
این ایالت در شمال غربی مکزیک واقع است و با ایالت‌های سونورا از غرب، سینالوآ از جنوب غرب، دورانگو از جنوب، و کواویلا از شرق مرز دارد. شمال آن با آمریکا مرز دارد که شامل ایالت‌های نیو مکزیکو و تگزاس است.
این ایالت با داشتن مساحتی بالغ بر ۲۴۷٬۴۵۵ کیلومتر مربع (۹۵٬۵۴۳ مایل مربع) بزرگترین ایالت مکزیک به شمار می‌رود. , این ایالت از بریتانیا بزرگتر است و به دلیل بزرگی بر آن نام «ایالت بزرگ» (به اسپانیایی: El Estado Grande) را داده‌اند.
این ایالت بیشتر از بقیه ایالت‌های مکزیک جنگل دارد .در این ایالت دره‌ای وجود دارد که نام ان دره کوپر است که از گرند کنیون بزرگتر و عمیق‌تر است.

## یادکرد
1. ↑  "Las Diputaciones Provinciales" (PDF) (به اسپانیایی). p. 15.
2. ↑  "Resumen". Cuentame INEGI. Archived from the original on 8 November 2012. Retrieved March 24, 2011.
3. 1 2  "Mexico en Cifras". INEGI. Archived from the original on 1 December 2011. Retrieved April 9, 2011.
4. ↑  "Reporte: Jueves 3 de Junio del 2010. Cierre del peso mexicano". www.pesomexicano.com.mx. Archived from the original on 8 June 2010. Retrieved August 10, 2010.
5. ↑  "Resumen". Cuentame INEGI. Archived from the original on 13 May 2013. Retrieved October 4, 2010.
6. ↑  "Prevencion de Incendios Forestales en Chihuahua". Eduteka. Retrieved April 13, 2010.
7. ↑  "Mapa del Area de Barrancas". ViajesBarrancasDelCobre.com. Archived from the original on 28 March 2010. Retrieved April 13, 2010.
8. ↑  "Mapa del Area de Barrancas". Coopper Canyon Insider. Archived from the original on 5 January 2010. Retrieved April 13, 2010.

- ویکی‌پدیای انگلیسی